# リバーエレテック
リバーエレテック株式会社（RIVER ELETEC CORPORATION ）は、山梨県韮崎市に本社を置く水晶振動子などの開発、製造、販売を行う企業である。

## 沿革
- 1949年3月 - 富士産業合名会社創業。
- 1951年3月 - 富士産業株式会社を東京都新宿区に資本金50万円で設立。抵抗器の製造及び販売を開始。
- 1991年10月 - 商号を現社名『リバーエレテック株式会社』に変更。
- 2004年8月 - ジャスダック上場。
- 2013年7月 - 東京証券取引所と大阪証券取引所の統合に伴い、東京証券取引所JASDAQ（スタンダード）に上場。
- 2020年12月 - 当社及び国内子会社の全従業員に対し譲渡制限付株式（RS）付与を実施。
- 2022年4月 - 東京証券取引所の市場再編に伴い、東京証券取引所 スタンダード市場に移行。